# Твид, Дэйви
Дэвид Александр «Дэйви» Твид (англ. David Alexander "Davy" Tweed, 13 ноября 1959, Баллимони — 28 октября 2021) — ирландский регбист и политик, член городского совета Баллимины от партии «Традиционный юнионистский голос». В 2012 году ему были предъявлены обвинения в 13 случаях сексуальных домогательств, в том числе двух попытках изнасилования несовершеннолетних девушек. Обвинения сняты 25 октября 2016 года.

## Биография

### Спортивная карьера и семья
Дэйви Твид родился на ферме в Баллимони недалеко от местечка Данлой. Работал в своё время в железнодорожной компании Северной Ирландии супервайзером по вопросам инфраструктуры, а также вышибалой в баре Баллимони. Убеждённый протестант и юнионист. Женился в 1984 году, воспитал четверых детей; в 2012 году жил отдельно от жены в Баллимине.
Как регбист выступал за команды «Баллимина», «Ардс» и «Ольстер», в 1995 году сыграл 4 матча за сборную Ирландии (дебют против Франции на Кубке пяти наций). Участник Кубка мира 1995 года. По собственному утверждению, сыграл «раз 30 за Ольстер и только один раз за Ирландию».

### Политическая карьера
В 1997 году Твид был избран в городской совет Баллимины от Южного избирательного округа и Демократической юнионистской партии, куда переизбирался в 2001 и 2005 годах от той же партии. Был членом Оранжевого ордена и его ложи в Данлое. Участвовал в акциях протеста против действий Комиссии по парадам, направленных на ограничение Оранжевых парадов в Данлое. В 2007 году Твид и ещё пятеро членов совета отказались агитировать за Демократическую юнионистскую партию в преддверии выборов в Ассамблею Северной Ирландии, поскольку партия выступала за разделение полномочий с Шинн Фейн.
Твид в феврале 2007 года объявил об уходе в отставку, и за ним последовали остальные пять членов совета, создавшие вместе Ольстерскую юнионистскую коалиционную партию, а сам Твид стал формально независимым. В 2009 году ещё четверо человек вышли из новой партии, создав движение «Традиционный юнионистский голос», однако Твид остался вместе с Уильямом Уилкинсоном, главой исследовательской группы юнионистского давления «Семьи за невинных родственников». В июне 2010 года Уилкинсон отправился в тюрьму по обвинению в изнасиловании, а в ноябре того же года Твид вошёл в состав блока «Традиционный юнионистский голос» и был переизбран в 2011 году в городской совет Баллимины как кандидат от блока.

### Уголовное преследование
- 29 октября 1997 года, после своего избрания в городской совет Баллимины, Твид был оштрафован Колрейнским магистратским судом за нападение на человека[17].
- 8 июня 2006 года на встрече членов городского совета Баллимины обсуждалось убийство 15-летнего католика Майкла Макилвенна, совершённое на почве межрелигиозной розни в городе. Твид заявил, что ставит под сомнение воспитание погибшего и обвинил родных и близких убитого в угрозах протестантам после совершённого убийства[18].
- 22 сентября 2007 года арестован за вождение автомобиля в состоянии алкогольного опьянения, а 21 января 2008 года решением Северо-Антримского магистратского суда лишён прав на год и оштрафован на 250 фунтов стерлингов[19].
- В январе 2009 года Твиду предъявили обвинения в 10 случаях сексуальных домогательств против двух девушек, совершённых на протяжении 8 лет. Первоначально он был оправдан в мае 2009 года[20][21], но рассмотрение продолжилось, поскольку в итоге Твиду предъявили 14 обвинений в сексуальных домогательствах. Один такой случай домогательства к несовершеннолетнему закончился оправданием Твида 27 ноября 2012 года[2][22]. На следующий день ему предъявили официально 13 обвинений в сексуальных домогательствах и подстрекательств к половой связи, самое раннее событие датировалось 1988 годом[23]. Все обвинения сняли 25 октября 2016 года[24].

В связи с обвинениями в сексуальных домогательствах Твид был исключён из Оранжевого ордена, также начался процесс его исключения из Королевской чёрной общины. При этом он остался членом городского совета, а его членство в партии было приостановлено 15 ноября согласно уставу. Партия отметила, что период совершения преступлений, в которых обвинялся Твид, был до вступления последнего в партию. Обязанности Твида в совете позже стал исполнять не прошедший на выборах 2011 года Тимоти Гастон.

### Смерть
Погиб в ДТП 28 октября 2021 года близ посёлка Дансеверик (графство Антрим).